# Maska krtaniowa

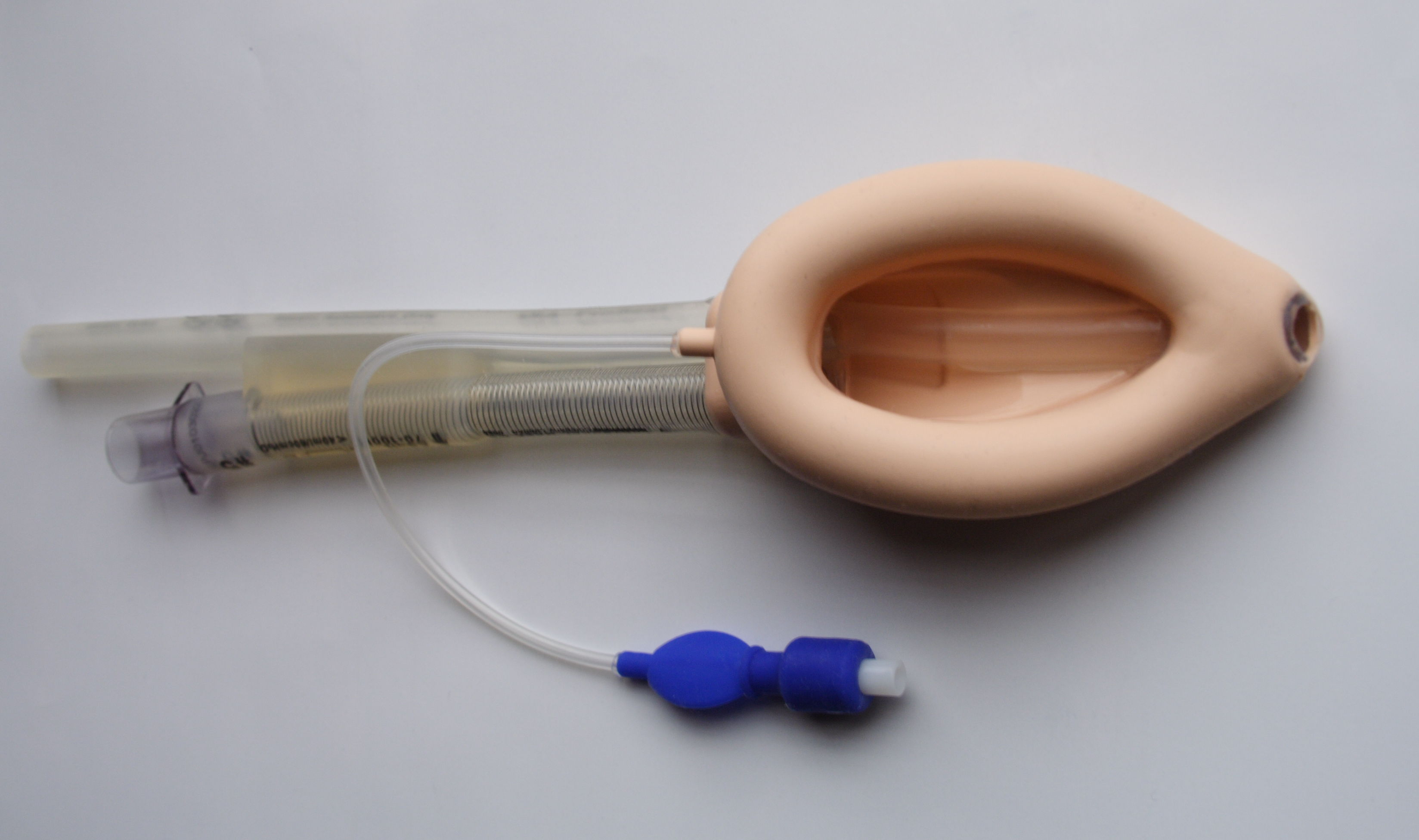
Maska krtaniowa typu ProSeal.

Maska krtaniowa (ang. laryngeal mask airway, LMA) – przyrząd używany w medycynie służący do udrażniania dróg oddechowych. Stanowi alternatywę dla intubacji (dzięki prostszemu sposobowi zakładania) oraz Combitube (mniejsze ryzyko powikłań). Poprzez brak konieczności odginania głowy przy zakładaniu może być traktowana jako metoda z wyboru przy udrażnianiu dróg oddechowych u osób z urazami kręgosłupa szyjnego. Maska krtaniowa stanowi przyrząd wielokrotnego użytku (nawet do 40 razy), można ją dezynfekować. Dodatkowo może zostać zastosowana przy RKO.
Maska krtaniowa została wprowadzona do użycia w latach 80. XX wieku przez brytyjskiego anestezjologa Archibalda Braina.

## Budowa
Maska krtaniowa składa się z plastikowej rurki zakończonej eliptycznym mankietem uszczelniającym.

## Technika zakładania
Po nawilżeniu zewnętrznej powierzchni mankietu uszczelniającego należy wprowadzić maskę po podniebieniu aż do tylnej powierzchni gardła. Następnie idąc ku tyłowi i w dół umieszcza się maskę w jego tylnej części. Po osiągnięciu oporu napełnia się mankiet uszczelniający (prawidłowo założona maska powinna się wysunąć o 1–2 cm do przodu od siekaczy).

## Ograniczenia
Maska krtaniowa nie zabezpiecza dróg oddechowych przed aspiracją treści żołądkowej. Zwiększony opór w drogach oddechowych, jednoczesne prowadzenie uciśnięć klatki piersiowej może prowadzić do nieszczelności mankietu i hipowentylacji.